# Bolboceratops buxtoni
Bolboceratops buxtoni är en skalbaggsart som beskrevs av Renaud Maurice Adrien Paulian 1941. Bolboceratops buxtoni ingår i släktet Bolboceratops och familjen Bolboceratidae. Inga underarter finns listade.